# Maurice Blood
Maurice Blood (Clifton, Bristol, 15 de febrer de 1870 - Hampstead, Londres, 31 de març de 1940) va ser un tirador anglès que va competir a primers del segle xx.
El 1908 va prendre part en els Jocs Olímpics de Londres, on disputà quatre proves del programa de tir. En la prova de rifle militar, 1000 iardes guanyà la medalla de bronze, mentre en tir al cérvol, tret simple i tir al cérvol, doble tret fou quart i en rifle lliure, 300 metres tres posicions fou onzè.